# 음악사학
음악사학(音樂史學, 영어: Music History, 독일어: Musikgeschichte), 혹은 역사적 음악학(독일어: Historische Musikwissenschaft)은 음악과 관련된 모든 측면들의 역사적 변화나 발전을 대상으로 하는 음악학의 한 연구분야이다. 음악학 내의 다른 분야들과의 가장 큰 차이점은 조사 대상의 역사적인 관점에서의, 즉 “변화에 대한 이해의 관점”에서의 연구이다.
음악사학은 음악을 역사 속에서 연구하는 학문분야이다. 음악사학에서는 음악, 음악의 역사, 음악과 인간의 역사를 통해 인간과 문화에 대한 이해와 인문정신의 실현을 목표로 한다. 음악사는 역사적 음악학의 연구분야 중 하나이다.

## 음악과 음악사학

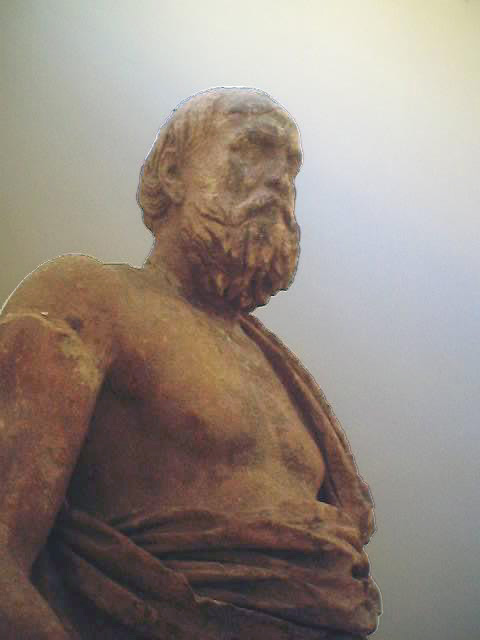
고대 그리스의 피타고라스는 음악사상 분야에서 걸출했던 가장 오래된 음악사학자였다.

음악은 인간의 정신과 가장 밀접히 닿아 있는 예술로 인간의 고도의 이성과 감성의 조화의 산물이기 때문에 오랫동안 인류 문화발전의 총체적 원동력이 되어왔으며 인류사에 지대한 영향을 끼쳤다. 따라서 음악과 음악의 역사, 음악을 통해서 본 역사에 대한 탐구는 기초 인문학에서 필수적이다. 그렇기에 음악사학은 음악과 음악의 역사를 연구하는 학문으로 서양에서는 고대 그리스시대부터, 동양에서는 고대 중국과 인도 등에서부터 연구되던 가장 오랜 역사와 전통을 지닌 학문이다.
음악사학은 작곡가와 작품에 대한 연구라는 기본적인 영역에서 시작하여 음악이론과 (소위 음악철학이나 음악미학으로 알려져 있는)사상, 장르와 사조의 변천, 음악과 문학 및 무용 등 타 예술장르와의 관계,음악과 정치 사회 경제 문화와의 관계 등의 역사를 다룬다. 단 음악연주는 실기의 영역이기 때문에 학문의 대상으로 간주되지 않는다.
이러한 음악사학을 연구하는 사람을 음악사학자(音樂史學者)라고 한다. 음악사가(音樂史家)라는 용어는 잘 쓰이지 않는다.

## 서양음악사학

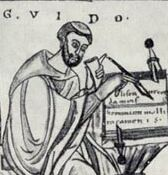
중세시대 이탈리아의 음악사학자 귀도 다레초

서양음악사학은 서양음악을 연구대상으로 삼는 학문이다. 고대 그리스 시대를 거쳐 중세시대에는 대학에서 7가지 자유 인문 학문중 하나로 교육 및 연구 되었다. 르네상스를 거쳐 18세기 포르켈 등을 위시한 독일을 중심으로 근대과학으로서의 인문학으로 발전되었다.

### 역사

#### 근대 이전

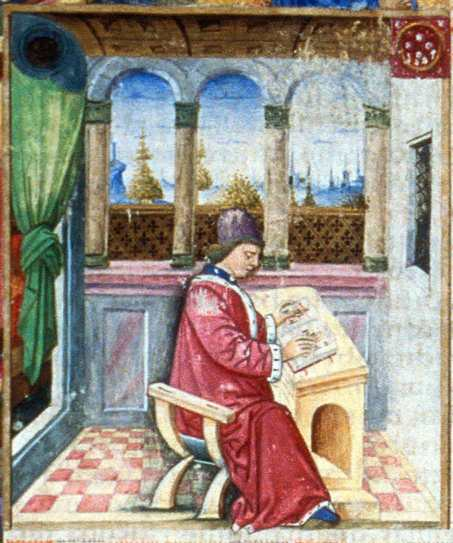
르네상스시대의 뛰어난 음악사학자인 네덜란드의 요하네스 팅크토리스

고대 그리스의 아리스토텔레스, 피타고라스 등은 뛰어난 음악사상가이기도 했다. 프톨레마이오스와 아리스토크세누스, 아리스티데스 퀸틸리아누스 등은 고대 그리스음악의 음악이론을 구축해낸 훌륭한 저서들을 배출해냈다. 중세시대에는 자유 인문 학문중 하나로 대학에서 교육 및 연구되었고, 기보법이 처음 발전했으며, 보에티우스와 마르치아누스 카펠라, 귀도 다레초 등이 뛰어난 음악이론가였다. 르네상스시대의 뛰어난 음악이론가였던 요하네스 팅토리스는 음악의 역사적 기록에 있어 기법이나 양식적 평가에 기준을 두지 않고 옛 음악과 교회 내의 현학적 이론을 암묵적으로 거부하면서 요하네스 오케겜 등 작곡가들의 개별적 스타일과 기교를 자전적 배경과 함께 기록하였다. 그의 인본주의적 연구와 전기(biography)를 통한 접근방법은 결국 음악사학을 발전시키는 기초가 되었으며 또한 점진적인 변화를 이끈 초기 단계를 형성하였다.

#### 근대 이후

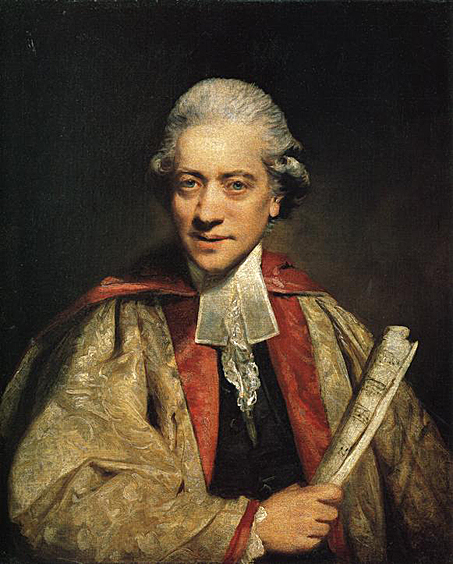
근대적 인문과학으로서의 음악사학을 발전시킨 주역 중 하나인 영국의 찰스 버니의 초상

18세기 시민계층이 점차 성장하는 와중에 나타난 계몽주의는 국가별로 역사에 관한 문헌이 조직적으로 관리하도록 하였고, 학문의 대중화를 이루어냈으며, 특히 음악에서는 고전주의 음악사와 같은 국제적으로 통일된 음악양식을 이끌어냈고, 공공음악회와 출판문화의 발전은 음악에 대한 관심을 더욱 증대시켰다. 이러한 계몽주의의 발전과 시민들의 음악, 나아가 과거 음악에 대한 관심은 근대적 인문학으로서의 음악사학 발전의 단초가 되었고 공식적인 음악역사의 기록은 가장 보편적인 영역을 포괄하는 역사적 접근방식으로 자리매김을 하게 되어 역사기록의 필수 요소인 주제 영역의 정의, 자료의 비판적인 검토, 연역적 해설, 시대구분, 변화와 인과관계, 그리고 전기를 포함시키게 되었다. 이 시대의 대표적인 음악사학자는 독일의 포르켈, 영국의 찰스 버니, 존 호킨스 등이 있다. 특히 포르켈은 18세기 괴팅겐 대학교에서 근대적 의미의 음악사학을 처음으로 교수한 사람으로 평가된다.
19세기에는 독일의 국력상승과 독일 중심의 학문 발전, 일반 역사학과 역사주의의 발전으로 인해 음악사학도 독일을 중심으로 비약적 발전을 하였다. 1861년 한슬리크가 빈 대학교 인문대학 음악사학과 정교수직을 부여받았으며 이후 베를린 대학교, 프라하 대학교, 스트라스부르 대학교 등 전 유럽으로 확장되었다. 1868년 독일음악사학회가 창립되었고 1927년 국제음악사학회가 창설되었다.

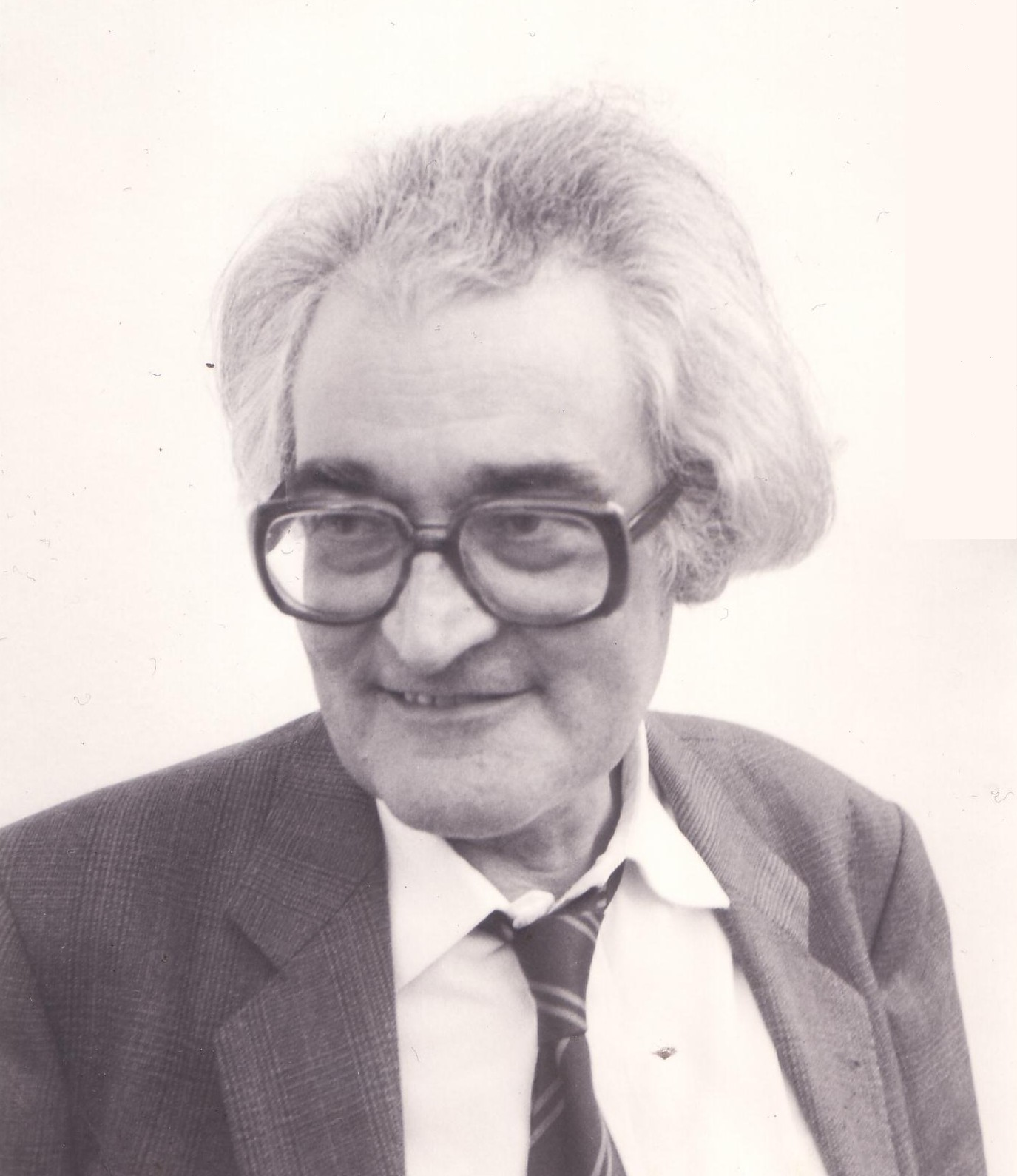
20세기 가장 뛰어난 음악사학자 중 하나인 독일의 칼 달하우스(1928-1989

### 연구대상
역사적 음악학의 대상은 음악과 역사, 즉 역사 내에서의 음악이다. 목표는 과거의 사실에 대한 밝혀냄이다. 역사적 음악학의 대상은 두 요소에 의해 기초된다. 하나는 ― 음악을 현재 어떻게 이해하거나 과거에 어떻게 이해했든 — 음악이며, 다른 하나는 과거이다. 역사적 음악학은 음악의 역사를 조망하기 때문이다. 그러나 과거가 언제부터 시작하는지, 즉 어제인지, 십년 전이나 삼십년 전인지는 아무도 답을 주지 못한다. 대상이 우리가 속한 현재와 굉장히 가깝거나 하나의 줄기로 합쳐질 때에, 역사학 분야에서는 동시대사(Zeitgeschichte)라는 표현을 쓴다. 음악사에는 이에 대응하는 개념이 없다.”
역사적 음악학의 대상은 고정되지 않았다. 음악학의 다른 분야와 연구주제를 공유, 조합하기도 하고, 연구분야가 부분적으로 겹치기도 한다. 이 현상은 특히 음악미학과 작품분석의 경우에 흔하다. 
“역사적 음악학이 체계적 음악학과 구분되는 것은 대상의 범위보다 인식의 목표, 관점 그리고 절차방법에 의한 것이 크다.” 여기에서 중요한 속성은 역사적 관점이다. 역사적 음악학의 대상은 점차 확대되고 있다. 그것은 확장되는 음악 개념에 기인하기도 한다.“ 모든 음악은 (그에 관한 정보를 제공할 수 있는 사료가 보존되어 있는 한) 역사적 음악학의 대상이 될 수 있다.” 역사적 음악학의 대상은 따라서 잠재적으로 무한한다.
역사적 음악학에서 전통적으로 다루어 온 연구대상은 일반적으로 다음의 범위 안에 있다: 
음악 작품
- 기보법, 악보, 문헌
- 작곡 기법
- 작곡 양식, 음악 장르, 음악사조
- 음악의 유포·배급 및 보존
- 수용사

음악 행위
- 악기법 및 성악 발성법
- 연주 관행
- 연주 공간
- 음악과 문학, 미술, 무용 등 타 예술과의 발전사
- 연주 해석사

인물과 사회적 요소
- 음악가의 전기
- 음악가의 사회적 신분
- 사회·문화·역사적 콘텍스트에서의 음악
- 음악 단체 혹은 조직
- 출판 및 출판사의 역사
- 음악매체의 역사

음악에 대한 진술 및 사상
- 음악사학사
- 음악용어, 개념
- 음악사상, 음악미학
- 음악이론 및 분석
- 음악사 서술이론(음악사 통사)

### 연구자료
- 구전
- 악보 및 시각자료
- 악기
- 작곡가와 연주 및 악기의 시각적 이미지
- 작곡가와 연주 및 악기에 관한 문헌기록
- 음반 및 녹음자료

## 동양음악사학

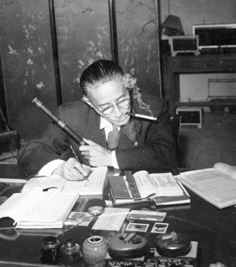
현대의 가장 뛰어난 중국음악사학자인 양인리우(楊蔭瀏, 1899-1984)의 연구 모습

동양음악사학은 동양음악을 연구하는 학문이다. 동양음악사는 중국음악사학, 일본음악사학, 인도음악사학, 아랍음악사학, 자바음악사학 등으로 나뉠 수 있다.

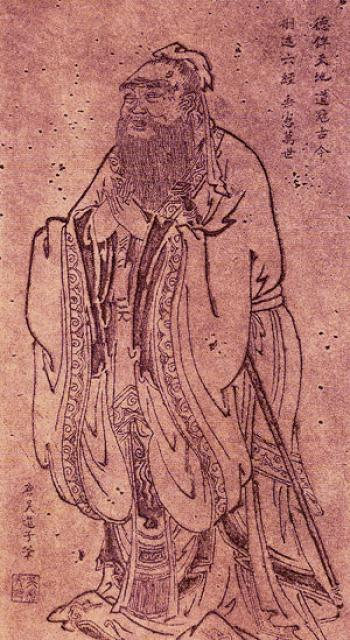
동양의 가장 오래된 음악사학자인 공자

### 중국음악사학
동양에서 음악연구의 역사는 서양음악사학과 마찬가지로 매우 장구한데, 중국 주나라 때 청소년의 학습과목인 육예(六禮) 가운데 악(樂)이 들어있었고, 유가(儒家)의 경전인 육경 가운데에도 악경(樂經)이 들어있었다. 동양에서의 음악도 서양과 마찬가지로 인간 생활의 필수 요소 중 하나였기 때문에 정신수양, 예술, 의례, 오락의 기능을 넘어서 국가간 외교의 현장에서 악대의 반주로 시(詩)를 노래하여 서로 의사를 타진하였다는 기록이 있을 만큼 음악의 위치는 동양에서 특별한 것이었다. 예기(禮記) 중 악기樂記는 이러한 중국 고대사에서 음악이 예술의 범위를 넘어 통치와 교육, 연구의 중요한 수단이자 그 구현체로 기술된 점이 이를 뒷받침한다. 이러한 전통 아래 동양의 역사가들은 음악사학을 단독학문으로 독립시켜 따로 서술하기 시작하였다. 이십사사에서는 '악지樂志' 등의 이름으로 음악의 사상, 이념, 정책, 기관, 이론, 악기, 작품, 음악가 등 음악사학 전 영역에 걸쳐 치밀하고 방대한 기록이 남아있다.
현대 중국음악사학 연구의 대가로 양인리우(양음류, 楊蔭瀏, 1899-1984)를 꼽을 수 있는데 그는 중국 중앙음악학원 교수를 지내면서 1959년 중국 공산당으로부터 직접 부여받은 임무를 수행하여 18년에 걸쳐 중국음악사 통사 저서를 완성하여 상고시대부터 송나라를 걸쳐 청나라까지의 방대한 중국음악사의 흐름을 일단락지었다.

## 한국음악사학

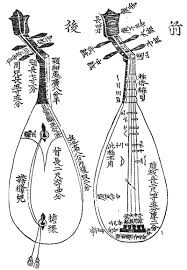
조선시대『악학궤범』 향부악기도설에 나오는 향비파와 당비파

### 개요
근대적 인문학으로서의 한국음악사학 연구는 한국음악을 연구하는 한국국악학회를 중심으로 진행되었다. 이혜구(李惠求)는 1940년대 <양금신보의 사조(梁琴新譜 四調)>를 발표한 이래 많은 논문을 내었고 논문집 <한국음악연구>와 <한국음악서설>, <한국음악논총>을 내었다. 장사훈(張師勛)은 <보허자고(步虛子考)>를 비롯하여 많은 논문을 내었고 논문집 <국악논고>·<한국전통음악의 연구>·<한국악기대관>·<국악총론>·<한국음악사>·<전통무용의 연구>를 내었다. 그 밖에도 함화진(咸和鎭)의 <조선음악통론>, 성경린(成慶麟)의 <조선음악독본>·<조선의 아악>·<국악감상>·<한국음악논고>·<한국의 무용>, 김기수(金琪洙)의 <국악입문>, 박헌봉(朴憲鳳)의 <창악대강> 등의 저서가 있다. 1959년에는, 비록 인문학인 한국음악사학이 엄연히 다른 음악 연주와 작곡을 담당하는 영역과 공존하는 형태이지만, 서울대학교 음악대학에 국악과 이론전공이 신설되어 한국음악사학 연구의 명맥을 이어오고 있으나 인문학의 성격은 퇴화되었다. 한편 국립국악원이 주축이 되어 인출된 것으로 양악 5선보에 옮긴 <한국음악>이 제14집까지 나왔고 재래의 율자보(律字譜)에 의한 <한국음악선집>도 제5집까지 나왔다. 서울대학교 음악대학 국악과에서 간행한 영인본(影印本) <속악원보>와 <대악후보>가 있고 양악 5선보에 채보한 이재숙(李在淑)의 <가야금산조>가 있다. 지금까지 활발한 연구활동을 한 사람으로는 권오성·한만영·이재숙·김정자·이성천·이병원·송방송·이보형·김길운·권도희 등이 있다.

### 한국국악학회
한국국악학회(韓國國樂學會)는 한국음악사학을 연구하는 학회로서, 1948년 이혜구·성경린·장사훈의 발의(發意)로 한국국악학회 전신인 국악연구회(國樂硏究會)가 발족되었다. 이어서 제1회 정례 발표회를 가졌다. 1964년에 한국국악학회는 사단법인체로 인가 등록되고 회장에 이혜구, 이사에 성경린·김성태·정호근·장사훈(상임), 감사에 이주환·이상만이 피임되었다. 1972년까지 200여회 연구발표회를 가졌고, <한국음악연구>라는 학술지를 2회 발간했다. 또한 100여편의 논문이 발표되었고, 10여권의 학술서적 및 악보가 출판되었다.

### 한국음악사학회
한국음악사학회(韓國音樂史學會)는 한국 음악사학을 연구하는 학회로서, 새로운 한국 음악사 연구를 위해 1988년 대구에서 창립되어 학술지 <한국음악사학보> 제 1집을 발간하였다. 현재까지 53권의 학회지를 발간하였고 2004년 한국학술진흥재단 등재지가 되었다. 현재 회장은 송방송이다.

## 참고 문헌
- 이강숙 역, 『음악학』(音樂과 知識), 민음사, 1987.
- 이석원, 「음악과 인접학문」,  한국서양음악학회, 『음악과 인접학문 창간호』, 1998.
- 홍정수 외, 『음악학』, 심설당, 2004.
- Rainer Cadenbach et al.: Musikwissenschaft. In: Musik in Geschichte und Gegenwart, Sachteil, Band 6. Bärenreiter, Kassel et al. 1989, Sp. 1789–1834.
- Michele Calella, Nikolaus Urbanek (Hrsg.): Historische Musikwissenschaft. Grundlagen und Perspektiven. Metzler, Stuttgart 2013, ISBN 978-3-476-02462-6.
- Vincent Duckles et al.: Musicology. In: The New Grove. Dictionary of Music und Musicians. Second edition, hrsg. von Stanley Sadie, Band 17. Macmillan, London und New York, S. 488–533.
- Carl Dahlhaus: Gesammelte Schriften. Hrsg. von Hermann Danuser in Verbindung mit Hans-Joachim Hinrichsen und Tobias Plebuch, elf Bände. Laaber-Verlag, Laaber 2000–2007, ISBN 3-89007-235-6.
- Frank Hentschel (Hrsg.) : Historische Musikwissenschaft. Gegenstand – Geschichte – Methodik, Kompendien Musik Bd. 2, Laaber: Laaber-Verlag 2019.
- Burkhard Meischein: Einführung in die historische Musikwissenschaft, Köln: Verlag Dohr 2011.
- Nicole Schwindt-Gross: Musikwissenschaftliches Arbeiten. Hilfsmittel, Techniken, Aufgaben, 5. Aufl., 1. Aufl. 1992, Kassel u.a.: Bärenreiter 2003, S. 19 ff.